# Gelébjörn

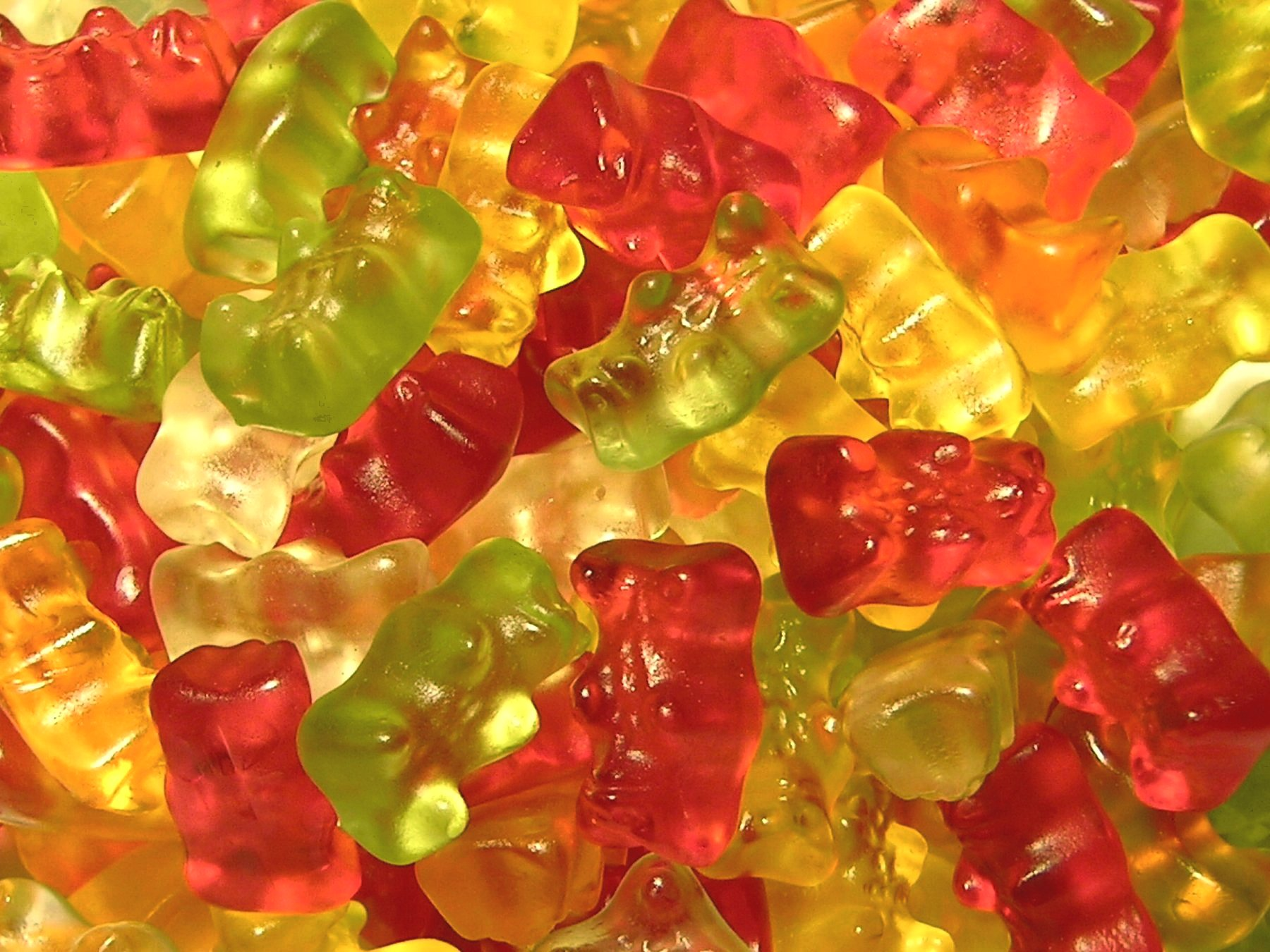
Gelébjörnar.

Gelébjörnar, även kända som godisnallar, gelénallar eller gummibjörnar, är gelégodis med fruktsmak i form av stiliserade björnar. De finns i olika färger och består av bland annat socker, gelatin, fruktjuice och färgämnen.
Gelébjörnar finns även i gelatinfria varianter.

## Historia

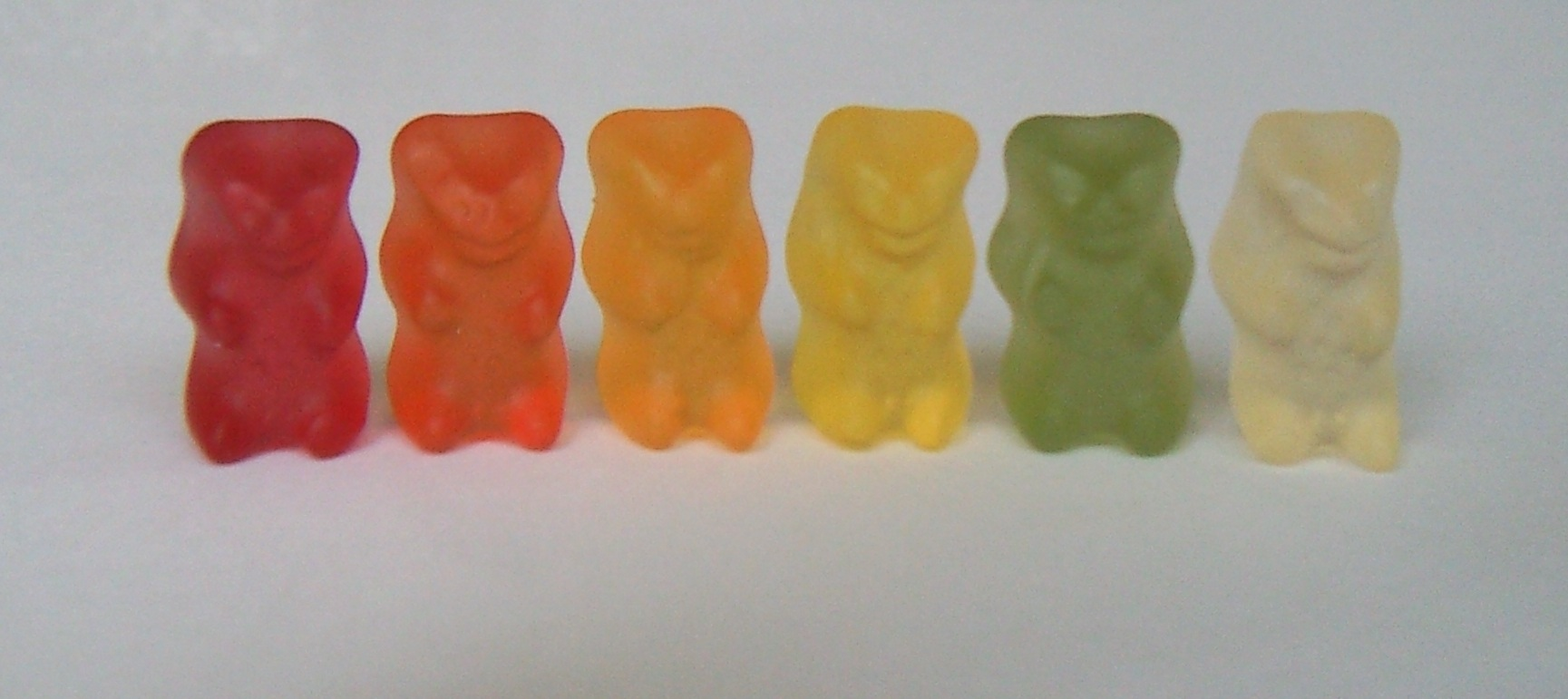
Sex olikfärgade gelébjörnar i rad.

Gelébjörnarna uppfanns 1922 av affärsmannen Hans Riegel från Bonn. År 1922 lanserade Haribo (Hans Riegel, Bonn) de så kallade Tanzbären, 1960 kom de att heta Goldbären för att bättre kunna marknadsföras. Produkten fick 1967 ett patent. Senare började gelébjörnar tillverkas av flera konkurrenter.